# Westfront 1918
Westfront 1918 – Vier von der Infanterie (en español, Cuatro de Infantería) es una película alemana antibélica de 1930 dirigida por Georg Wilhelm Pabst, con Fritz Kampers y Gustav Diessl, que trata la guerra desde el punto de vista de los soldados rasos en las trincheras del Frente Occidental —al igual que la producción estadounidense Sin novedad en el frente (también de 1930)—.

## Trama
A finales de la Primera Guerra Mundial, en las trincheras alemanas atacadas por el ejército francés, cuatro soldados alemanes luchan mientras en la retaguardia aumentan las dificultades por el hambre y la falta de perspectivas. 

## Reparto
- Fritz Kampers - El bávaro
- Gustav Diessl - Karl
- Hans-Joachim Moebis - El Estudiante
- Claus Clausen - El teniente
- Jackie Monnier - Yvette
- Hanna Hoessrich - Esposa de Karl
- Else Heller - Madre de Karl
- Carl Ballhaus - Carnicero
- Wladimir Sokoloff - Contador